# Kurbad W. Güthe

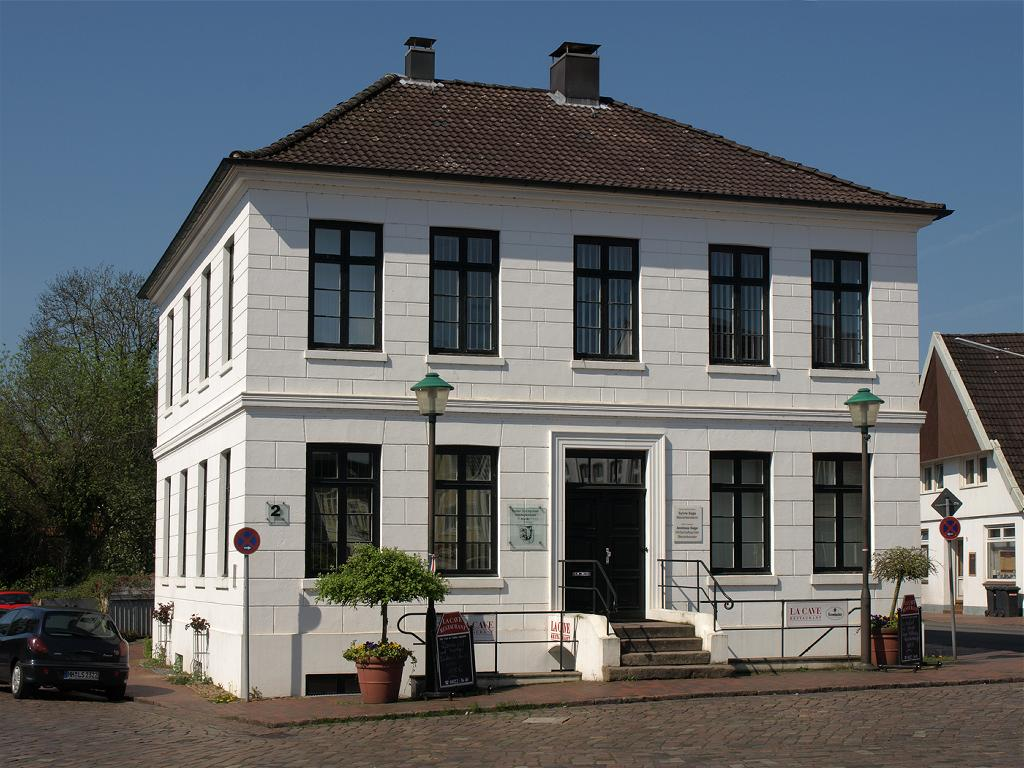
Das Gebäude des ehemaligen Kurbad W. Güthe in Uetersen

Das Gebäude des ehemaligen Badehauses Kurbad W. Güthe befindet sich in der Altstadt von Uetersen, Kreis Pinneberg und steht unter Denkmalschutz.
Das Gebäude ist ein zweigeschossiges Traufenhaus mit Walmdach im Stil des Spätklassizismus, mit zweiflüglige Fenster und verputztem Mauerwerk. Auffällig an dem Gebäude ist die ebenfalls zweiflüglige Haustür und die vorstehende Freitreppe, die nach einem historischen Kupferstich rekonstruiert wurde. Erbaut wurde es im zweiten Viertel des 19. Jahrhunderts von dem Advokaten Kirchhof auf einem inselartigen Grundstück in der Nähe des Klosters von Uetersen. Nach der Gründung der Uetersener Eisenbahn wurde es zum ersten Bahnhofshotel in Uetersen, das bis nach dem Zweiten Weltkrieg in Betrieb war. Nach der Schließung des Hotels wurde in dem Gebäude ein Vulkanisierbetrieb eröffnet, der nach einigen Jahren wieder schloss. Nach einem Umbau in Gebäude wurde das über die Grenzen von Uetersen bekannte medizinische Badehaus Kurbad W. Güthe eröffnet, das bis 1990 in Betrieb war. Nach einem erneuten Umbau beherbergt das Gebäude heute ein Anwaltsbüro sowie ein Restaurant mit deutscher Küche.
Das Gebäude steht wegen der stadtbildprägenden Erscheinung und des historischen und architektonischen Wertes als Kulturdenkmal unter Denkmalschutz. 
- Siehe auch: Liste der Kulturdenkmale in Uetersen
- Bildtafel der Kulturdenkmale in Uetersen